# Mawson
Mawson és un subestat de l'estat de Yawnghwe a l'estat Shan de Myanmar. Tenia una superfície de 65 km² i una població el 1901 de 3.557 habitants en 31 pobles. És poblat pels danu, Taungthu i Taungyo. La capital és Mawson al sud de l'estat, amb 203 habitants. El tribut que pagava era de 1.500 rupies, la meitat dels ingressos estimats.